# باگپالی
باگپالی (به انگلیسی: Bagepalli) یک منطقهٔ مسکونی در هند است که در بخش کولار واقع شده‌است. باگپالی ۲۷٬۰۱۱ نفر جمعیت دارد و ۷۰۷ متر بالاتر از سطح دریا واقع شده‌است.